# یوسیمار (بازیکن فوتبال، زاده ۱۹۸۶)
یوسیمار (به پرتغالی: Josimar Rosado da Silva Tavares) هافبک اهل برزیل است که در شهر پلوتاس و در تاریخ ۱۸ اوت ۱۹۸۶ به دنیا آمده‌است.
یوسیمار در تیم‌های فوتبال باشگاه ورزشی اینترناسیونال سابقهٔ حضور دارد.